# ميخائيل هوارد (لاعب كرة قدم)
ميخائيل هوارد (بالإنجليزية: Michael Howard)‏ (2 ديسمبر 1978 في المملكة المتحدة - ) هو لاعب كرة قدم بريطاني في مركز الدفاع. لعب مع أكسفورد يونايتد وسوانزي سيتي ونادي آبريستويث تاون ونادي أفان ليدو ونادي ترانمير روفرز لكرة القدم ونادي سانت إيلي تاون ونادي ليفربول ونادي موركامب.

## وصلات خارجية
- ميخائيل هوارد على موقع قاعدة بيانات كرة القدم.إي يو (الإنجليزية)
- ميخائيل هوارد على موقع Soccerbase.com (لاعب) (الإنجليزية)